# یواس‌اس انساین (اس‌پی-۱۰۵۱)
یواس‌اس انساین (اس‌پی-۱۰۵۱) (به انگلیسی: USS Ensign (SP-1051)) یک کشتی بود که طول آن ۶۸ فوت (۲۱ متر) بود. این کشتی در سال ۱۹۱۴ ساخته شد.